# Wolfgang Mischnick
Friedrich Adolf Wolfgang Mischnick, né le 19 septembre 1921 et décédé le 6 octobre 2002 à Bad Soden am Taunus, est un homme politique allemand membre du Parti libéral-démocrate (FDP).
Il entre au gouvernement fédéral en 1961 comme ministre fédéral des Expulsés. Benjamin du cabinet, il le quitte deux ans plus tard avec l'arrivée au pouvoir de Ludwig Erhard. Il est choisi en 1968 comme président du groupe FDP au Bundestag, une fonction qu'il exerce jusqu'en 1991. Son mandat de 23 ans sur sept législatures est un record pour le groupe libéral et l'assemblée parlementaire. Il prend sa retraite en 1994.

## Jeunesse
Après le passage de son Abitur à Radebeul en 1939, il est enrôlé dans la Wehrmacht, dont il devient lieutenant, et sert au cours de la Seconde Guerre mondiale. En tant qu'ancien officier de l'armée allemande, il se voit interdire par les autorités soviétiques d'occupation d'accomplir des études supérieures d'ingénieur, puis de toute prise de parole publique en 1948.
Afin d'éviter une arrestation par le commissariat du peuple aux Affaires intérieures (NKVD, la police politique soviétique), il fuit l'Allemagne de l'Est, se réfugiant à Berlin puis Francfort-sur-le-Main. En 1953, il est désigné vice-président de l'assemblée de l'union des associations caritatives de Hesse, renonçant à ce poste au bout de quatre ans, lorsqu'il est porté à la présidence de l'association des réfugiés de la zone soviétique en Hesse.

## Vie politique

### Activité militante à l'Est
À la fin de la Seconde Guerre mondiale, il participe à la fondation du Parti libéral-démocrate d'Allemagne (LDP) à Dresde. Il occupe alors les fonctions de secrétaire à la Jeunesse du LDP de Saxe et entre, en 1946, au comité directeur central du parti dans la zone soviétique. Il se montre alors un opposant résolu à la volonté hégémonique de la Jeunesse libre allemande (FDJ) et de l'Organisation des pionniers Ernst Thälmann, ce qui conduit en 1947 les autorités soviétiques à annuler son élection à la vice-présidence du LDP de Saxe.

### Au sein du FDP ouest-allemand
Une fois passé en Allemagne de l'Ouest, il adhère au Parti libéral-démocrate (FDP). En 1954, il est élu président des Jeunes Démocrates (de) (JD, mouvement de jeunesse du FDP) et vice-président du FDP de Hesse, et entre alors au comité directeur fédéral du parti. Il quitte la présidence des JD au bout de trois ans.
Il est désigné vice-président fédéral du Parti libéral en 1964, puis président de la fédération régionale de Hesse trois ans plus tard. En mars 1973, il se rend avec Herbert Wehner, vice-président fédéral du Parti social-démocrate d'Allemagne (SPD), à une réunion secrète avec le secrétaire général du Parti socialiste unifié d'Allemagne (SED, le parti unique de la République démocratique allemande), Erich Honecker, afin de traiter des questions humanitaires dans les relations intra-allemandes. Il quitte la présidence régionale du FDP au bout de dix ans, puis renonce à sa vice-présidence fédérale en 1988.

### Élu local
Il devient membre de l'assemblée municipale de Dresde en 1946, puis est élu en 1954 député régional au Landtag de Hesse. Il est alors désigné coordinateur du groupe parlementaire libéral. Il entre deux ans plus tard à l'assemblée municipale de Francfort-sur-le-Main, où il prend la présidence des élus FDP. Il démissionne du Parlement régional en 1957, et met fin à son mandat local en 1961. Il le retrouve trois ans plus tard, reprenant la tête du groupe municipal libéral jusqu'en 1968. Sa carrière locale prend fin en 1972.

### Carrière fédérale
En 1957, il est élu député fédéral de Hesse au Bundestag, et devient deux ans plus tard coordinateur du groupe FDP. À la suite des élections fédérales de 1961, il est nommé, le 14 novembre, ministre fédéral des Expulsés, des Réfugiés et des Blessés de guerre dans la coalition noire-jaune de Konrad Adenauer. Il remet, à l'instar de tous les ministres libéraux, sa démission le 19 novembre 1962 à l'occasion de l'affaire du Spiegel. Reconduit le 13 décembre dans le nouveau cabinet d'Adenauer, il quitte définitivement son poste, dont il fut le seul titulaire libéral-démocrate, le 11 octobre 1963, à la suite de la démission du chancelier.
Il est aussitôt désigné vice-président du groupe parlementaire fédéral libéral. Le 23 janvier 1968, Wolfgang Mischnick est élu président du groupe FDP au Bundestag, devenant ainsi chef de l'opposition au gouvernement de grande coalition de Kurt Georg Kiesinger, dont le mandat s'achève le 21 octobre 1969, au profit de la coalition sociale-libérale SPD-FDP de Willy Brandt. Reconduit à la tête des députés libéraux scrutin après scrutin, il choisit de renoncer à ce poste après les élections fédérales de 1990, au cours desquelles il est d'ailleurs élu non plus en Hesse mais en Saxe. Il est alors désigné président d'honneur du groupe des députés FDP.
Avec un mandat de vingt-deux ans et onze mois, il détient le record absolu de longévité, que ce soit à la présidence du groupe libéral-démocrate ou d'un groupe parlementaire au Bundestag. Il achève son ultime mandat en 1994, puis se retire de la vie politique. Il reste célèbre pour son discours du 1er octobre 1982, à l'occasion de la motion de censure constructive déposée par Helmut Schmidt et dont l'adoption a marqué la fin de la coalition sociale-libérale fédérale et l'arrivée au pouvoir du chrétien-démocrate Helmut Kohl.